# 可變電阻式記憶體
可變電阻式記憶體（英語：Resistive random-access memory，縮寫為 或），是一種新型的非揮發性記憶體，和另一種新型的磁阻式隨機存取記憶體一起屬於新世代的記憶體。類似的技術還有CBRAM與相變化記憶體，目前許多公司都正在發展這種技術。
對於即將迎來的物聯網時代需要即時資料儲存需求、低能耗、資料耐久度高、每次寫入或儲存的資料單位小等層面，綜觀上面的需要，NAND快閃記憶體並不是一個合適的選項，不過由於ReRAM的操作電壓較低，消耗的電力亦較少，且ReRAM的寫入資訊速度比同樣是非揮發性記憶體的NAND快閃記憶體快1萬倍，因此在這個即將面臨而來的挑戰，可變電阻式記憶體絕對是一個不可或缺的存在。
最基本的可變電阻式記憶體是由上下兩層金屬電極以及中間一層過渡金屬氧化物(Transition metal oxide, TMO)所組成，主要的操作原理是利用過渡金屬氧化物的阻值，會隨著所加偏壓改變而產生不同的阻值，而如何辦別內部儲存的值，則由內部的阻值高低來做分別。通常會先對剛生產好的可變電阻式記憶體進行初始化，此過程被稱為Forming，必須對元件施加偏壓，當電場超過臨界值時介電層會發生崩潰現象，使介電層從高阻值轉為低阻值。而從Forming之後發生改變阻值的現象，若是從高阻態到低阻態的過程稱之為SET，相反地，從低阻態到高阻態的過程稱之為RESET。